# Amir-Kabir-Talsperre
Die Amir-Kabir-Talsperre (persisch سد امیرکبیر), die auch als Sadd-e Karadsch bekannt ist, ist eine große Talsperre am Fluss Karadsch (Karadj) im Iran nordwestlich von Teheran. Benannt ist sie nach dem ehemaligen iranischen Premierminister Amir Kabir.

## Bauweise
Die Bogenstaumauer der Talsperre ist 180 m hoch und doppelt gekrümmt. Die ersten Überlegungen zum Bau der Talsperre stammen noch aus der Zeit von Reza Schah Pahlavi. Es sollte dann allerdings bis zum Jahr 1952 dauern, bis die ersten konkreten Planungen in Angriff genommen wurden. Im Rahmen des Point-IV-Programms wurden die ersten Pläne entworfen.
1956 wurde das Genehmigungsverfahren eingeleitet und mit den Bauarbeiten durch die US-amerikanische Firma Morrison-Knudsen begonnen. Morrison-Knudsen war eine der größten Baufirmen der Welt und hatte in den USA von 1931 bis 1935 den Hoover Dam gebaut. Die Bauarbeiten liefen ohne Unterbrechung in drei Schichten 24 Stunden am Tag. Mehr als 2000 Arbeiter, Techniker und Ingenieure waren am Bau beteiligt. Am 24. Februar 1963 wurde die Talsperre ihrer Bestimmung übergeben. Die Finanzierung der Bauarbeiten erfolgte vollständig aus den Öleinnahmen der staatlichen NIOC.
Die Talsperre erfüllt mehrere Zwecke, unter anderem Wasserkraftgewinnung und Trinkwasserversorgung der Stadt Teheran sowie der Stromversorgung der Stadt. Außerdem ist der Stausee als Ausflugsort beliebt und es gibt im Sommer Möglichkeiten zum Wassersport wie zum Beispiel Bootfahren und Wasserski.
Am 20. Juni 1990 wurde die Staumauer bei einem Erdbeben der Stärke 7,3 auf der Richterskala (dem sogenannten Manjil-Erdbeben) beschädigt. In einem Bereich etwa 18 m unter der Mauerkrone entstanden viele Risse. Zwischen dem 4. März und dem 4. Juli 1991 wurde die Staumauer repariert und mit Felsankern verstärkt. Bei dem Erdbeben wurde auch die in der Nähe befindliche Manjil-Talsperre in Mitleidenschaft gezogen.
Die Amir-Kabir-Staumauer ist auf der Rückseite des iranischen 20 Rial-Geldscheins von 1970 abgebildet.

## Bilder vom Bau der Talsperre

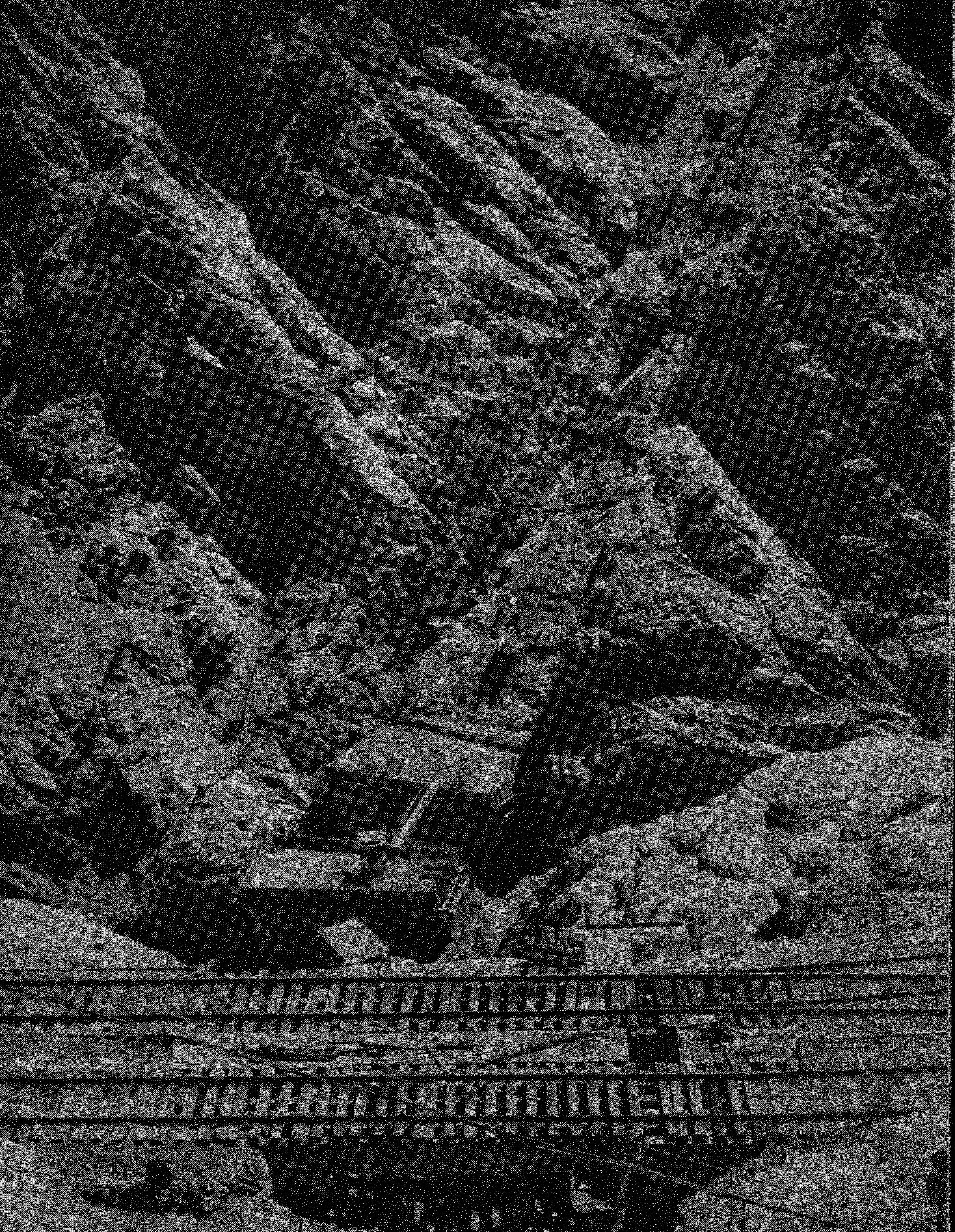
Gründungsarbeiten
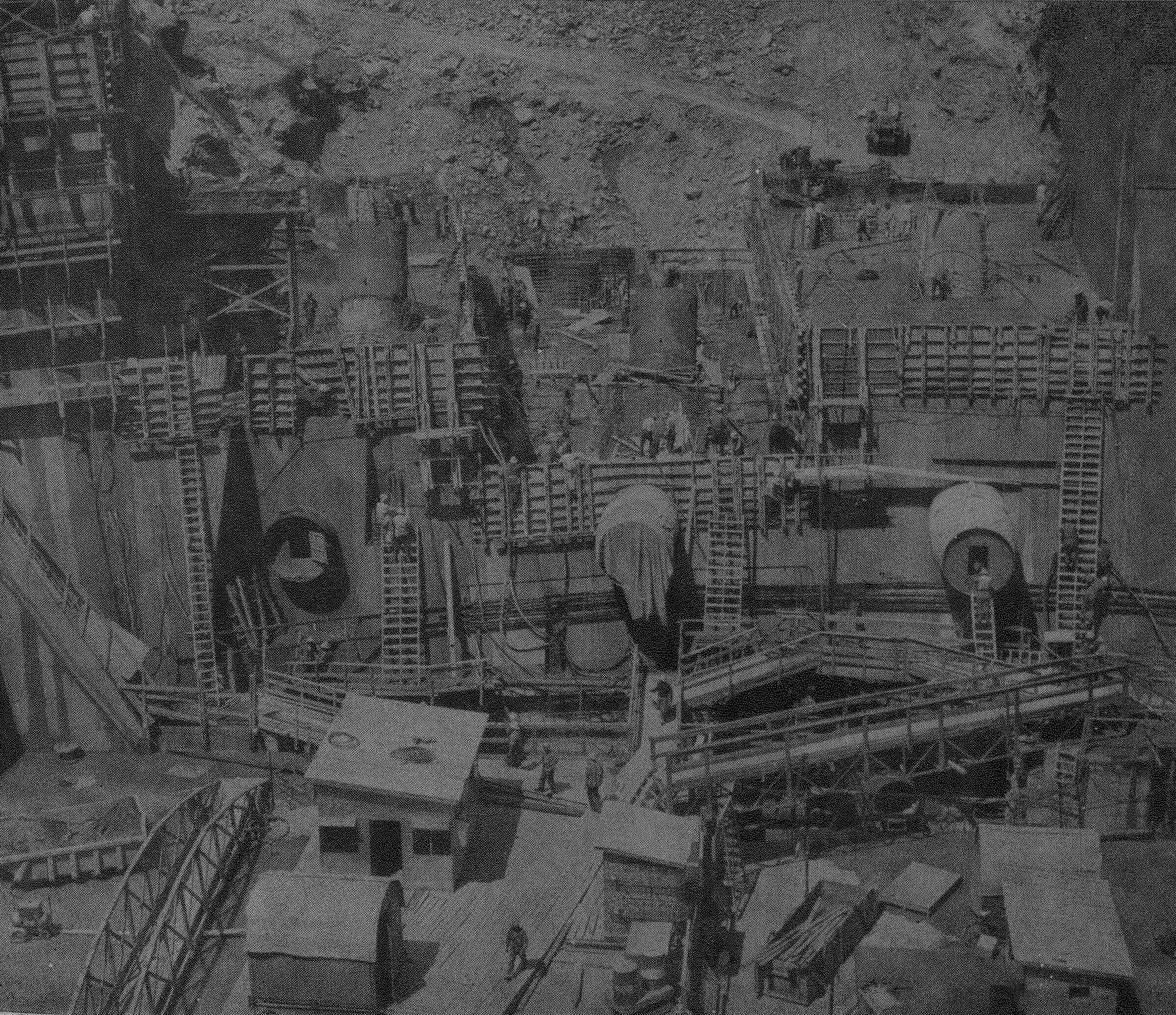
Vorarbeiten für das Verlegen der Turbinenrohre
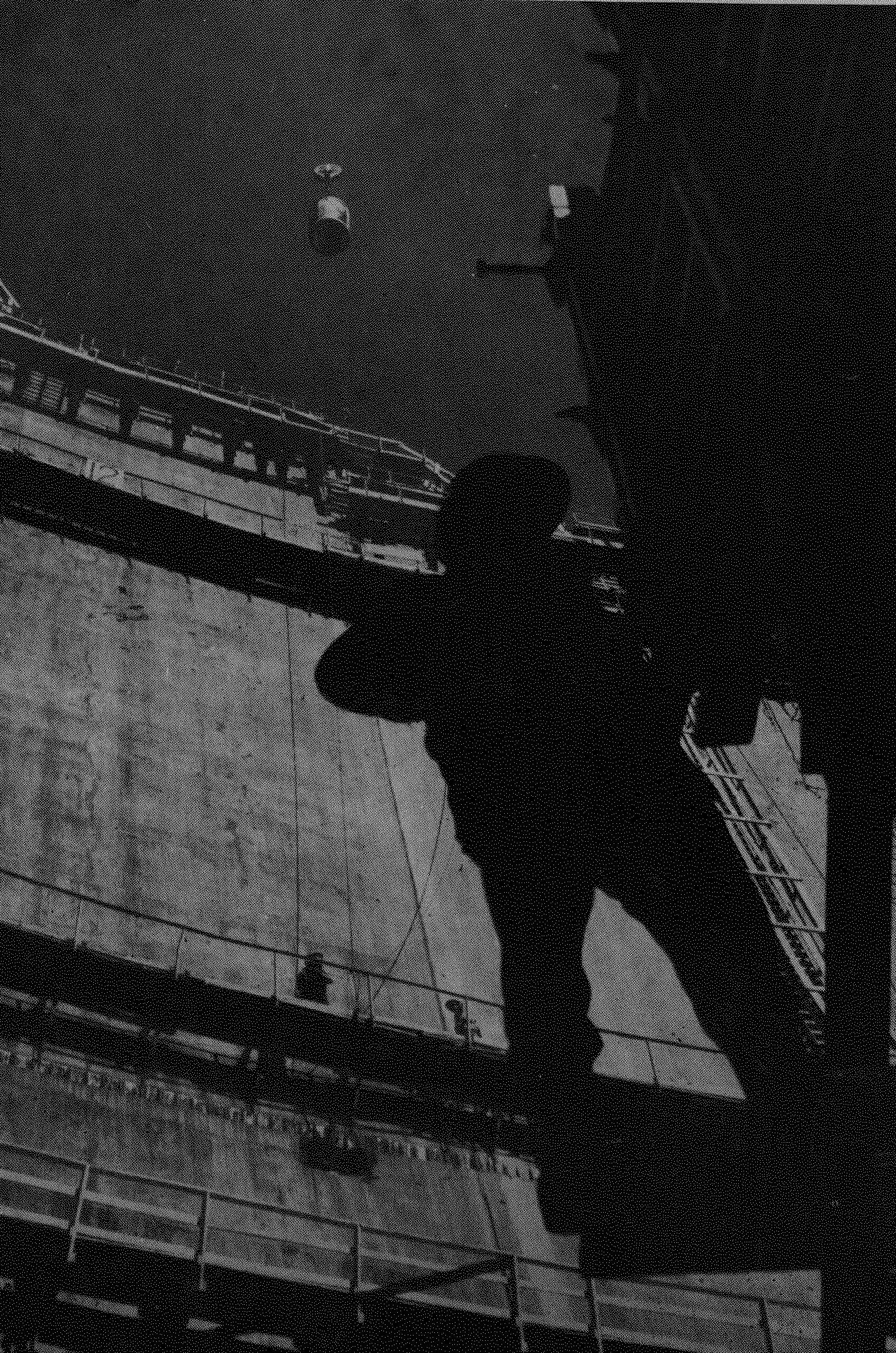
Betonarbeiten
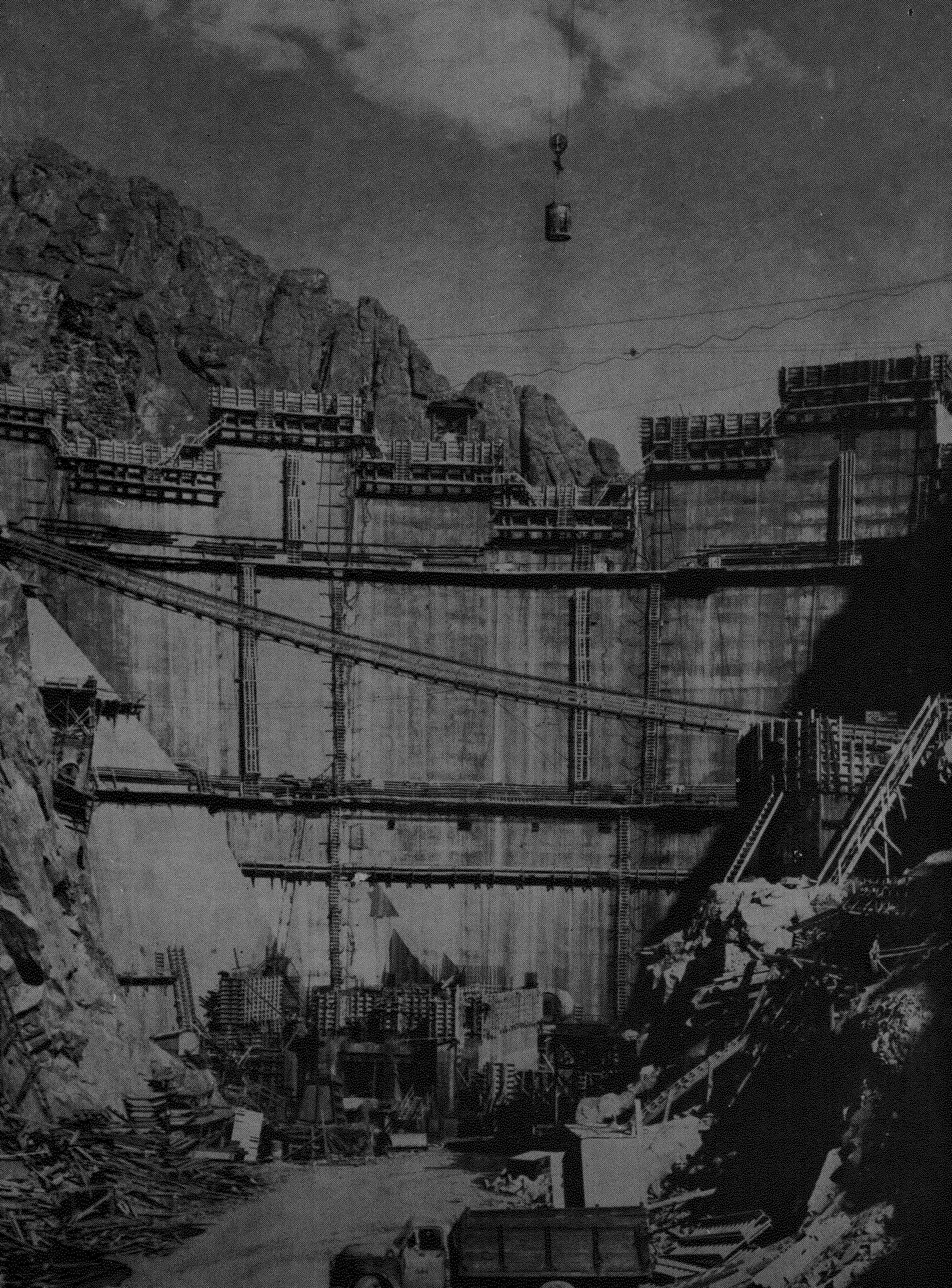
Stand der Arbeiten 1960